# Cornell Warner
Cornell Warner (Jackson, 12 agosto 1948) è un ex cestista statunitense, professionista nella NBA.

## Carriera
Venne selezionato dai Buffalo Braves al secondo giro del Draft NBA 1970 (24ª scelta assoluta).